# Lluís Castells Sivilla
Lluís Castells i Sivilla (Riudarenes, 1855 - Punta Lara, 1897) - Fou un comerciant, banquer i hisendat català que va fer fortuna a l'Argentina on va ser promotor a Buenos Aires de la casa España (posteriorment ambaixada espanyola), del Centre Català i del Montepío de Montserrat.
Va estar vinculat als inicis del Banco Transatlántico i a negocis d'importació i exportació, va adquirir diverses propietats a Argentina. La reina regent Maria Cristina d'Espanya li va atorgar el títol de Marquès amb Grandeza de España i altres concessions nobiliàries.
Lluís Castells i Sivilla era fill de Rosa Sivilla i Gener i de Lluís Castells i Comas, família d'hisendats originàries de Sant Boi de Llobregat que l'any 1878 van comprar el mas Recs i el molí nou de Riudarenes a Lluís Manel de Manresa, finca on el 1883 van construir un molí fariner i habitatge que posteriorment seria la Fàbrica de Farines Lluís Rivera Castells.
De ben jove, en Lluís Castells i Sivilla va emigrar a l'Argentina on es va casar amb Elisa Uriburu - filla del ministre d'hisenda d'Argentina, Francisco Uriburu.
Lluís Castells i Sivilla va morir a la seva vil·la de Punta Lara (Argentina) el 25 de febrer de 1897, pel que sembla es va suïcidar afectat per la mort prematura de la seva filla Elisa i pels problemes econòmics deguts a la crisi de 1890.
A l'actualitat podem trobar, a la ciutat de La Plata d'Argentina el barri Villa Castells en record a Lluís Castells i Sivilla.